# آلي ماكغرو
آلي ماكغرو (بالإنجليزية: Ali MacGraw)، واسمها الكامل إليزيبيث آلياس ماكغرو، من مواليد 1 أبريل 1939، ممثلة أمريكية مشهورة، وهي من جذور يهودية.

## أعمالها
| سنة  | اسم الفيلم                                    | الدور           | ملاحظة |
| ---- | --------------------------------------------- | --------------- | --- |
| 1968 | A Lovely Way to Die                           | ميلودي          | |
| 1969 | Goodbye, Columbus ‏                            | باتيمكين بريندا | جائزة غولدن غلوب لأفضل ممثلة - فيلم دراما ترشحت— جائزة بافتا لأفضل وافد جديد                                     |
| 1970 | قصة حب                                        | جنيفر كافيليري  | ديفيد دي دوناتيلو لأفضل ممثلة أجنبية جائزة غولدن غلوب لأفضل ممثلة - فيلم دراما ترشحت— جائزة الأوسكار لأفضل ممثلة |
| 1972 | الهروب                                        | مكوي كارول      | |
| 1978 | Convoy                                        | ميليسا          | |
| 1979 | Players                                       | نيكول بوتشر     | |
| 1980 | Just Tell Me What You Want                    | بونز بورتن      | |
| 1983 | رياح الحرب (مسلسلات) ‏                         | ناتالي جاسترو   | مسلسل تلفزي قصير                                                                                                 |
| 1983 | China Rose                                    | روزا            | تلفزة |
| 1985 | Dynasty                                       | سيدة أشلي ميتشل | مسلسل تلفزي (14 حلقة)                                                                                            |
| 1986 | Murder Elite                                  | دايان بيكر      | |
| 1992 | Survive the Savage Sea                        | كلاير كاربنتر   | فيلم تلفزي |
| 1993 | Gunsmoke: The Long Ride                       | الخال جان مركل  | (تلفزة) |
| 1994 | Natural Causes ‏                               | فران جاكز       | |
| 1997 | Glam                                          | لين ترافيرس     | |
| 1999 | Get Bruce                                     | (نفسها)         | |
| 2002 | The Trail of the Painted Ponies               | كاتبة           | |
| 2005 | Passion & Poetry: The Ballad of Sam Peckinpah | (نفسها)         | |
| 2007 | Do You Sleep in the Nude?                     | (نفسها)         | |

## وصلات خارجية
- آلي ماكغرو على موقع IMDb (الإنجليزية)
- آلي ماكغرو على موقع روتن توميتوز (الإنجليزية)
- آلي ماكغرو على موقع ألو سيني (الفرنسية)
- آلي ماكغرو على موقع تيرنر كلاسيك موفيز (الإنجليزية)
- آلي ماكغرو على موقع أول موفي (الإنجليزية)
- آلي ماكغرو على موقع قاعدة بيانات برودواي على الإنترنت (الإنجليزية)
- آلي ماكغرو على موقع قاعدة بيانات الأفلام السويدية (السويدية)
- آلي ماكغرو على موقع إن إن دي بي (الإنجليزية)
- آلي ماكغرو على موقع قاعدة بيانات الفيلم (الإنجليزية)
- آلي ماكغرو على موقع كينوبويسك (الروسية)
- Artists Direct biography
- People magazine interview, February 14, 1983